# Grabina (Góry Sowie)
Grabina (943 m n.p.m.), niem. Grafenstein – wzniesienie w Sudetach Środkowych, w środkowej części pasma Gór Sowich, w województwie dolnośląskim.

## Położenie i opis
Wzniesienie położone jest w środkowo-południowej części Gór Sowich, po wschodniej stronie Przełęczy Sokolej, na północny wschód od miejscowości Sokolec.
Szczyt w zachodniej, najwyższej części Gór Sowich, wznosi się stromym potężnym wałem, jako najwyższa kulminacja w wyrównanym, prawie poziomym grzbiecie odchodzącym od Koziej Równi, w niewielkiej odległości od bliźniaczego niższego o 10 m. wzniesienia Koziołki, położonego na grzbietowej płaszczowinie po południowo–wschodniej stronie. Na zachodnim stoku góry znajduje się zespół gnejsowych skałek – Lisie Skały. Północno-zachodni stok stromo opada w kierunku Czarnego Potoku. Górną część szczytu porastają lasy regla dolnego, świerkowe i świerkowo-bukowe z domieszką innych gatunków liściastych. U podnóża po zachodniej stronie leży wieś letniskowa Sokolec.
Wzniesienie położone jest na obszarze Parku Krajobrazowego Gór Sowich.

## Szlaki turystyczne
- Przełęcz Sokola - parking nad Sokolcem - Lisie Skały - Grabina - Koziołki - Rozdroże pod Kozią Równią - Schronisko PTTK „Zygmuntówka” - Bielawska Polana[2]